# Tyleria floribunda
Tyleria floribunda är en tvåhjärtbladig växtart som beskrevs av Henry Allan Gleason. Tyleria floribunda ingår i släktet Tyleria och familjen Ochnaceae. Inga underarter finns listade i Catalogue of Life.